# Kyle Gass

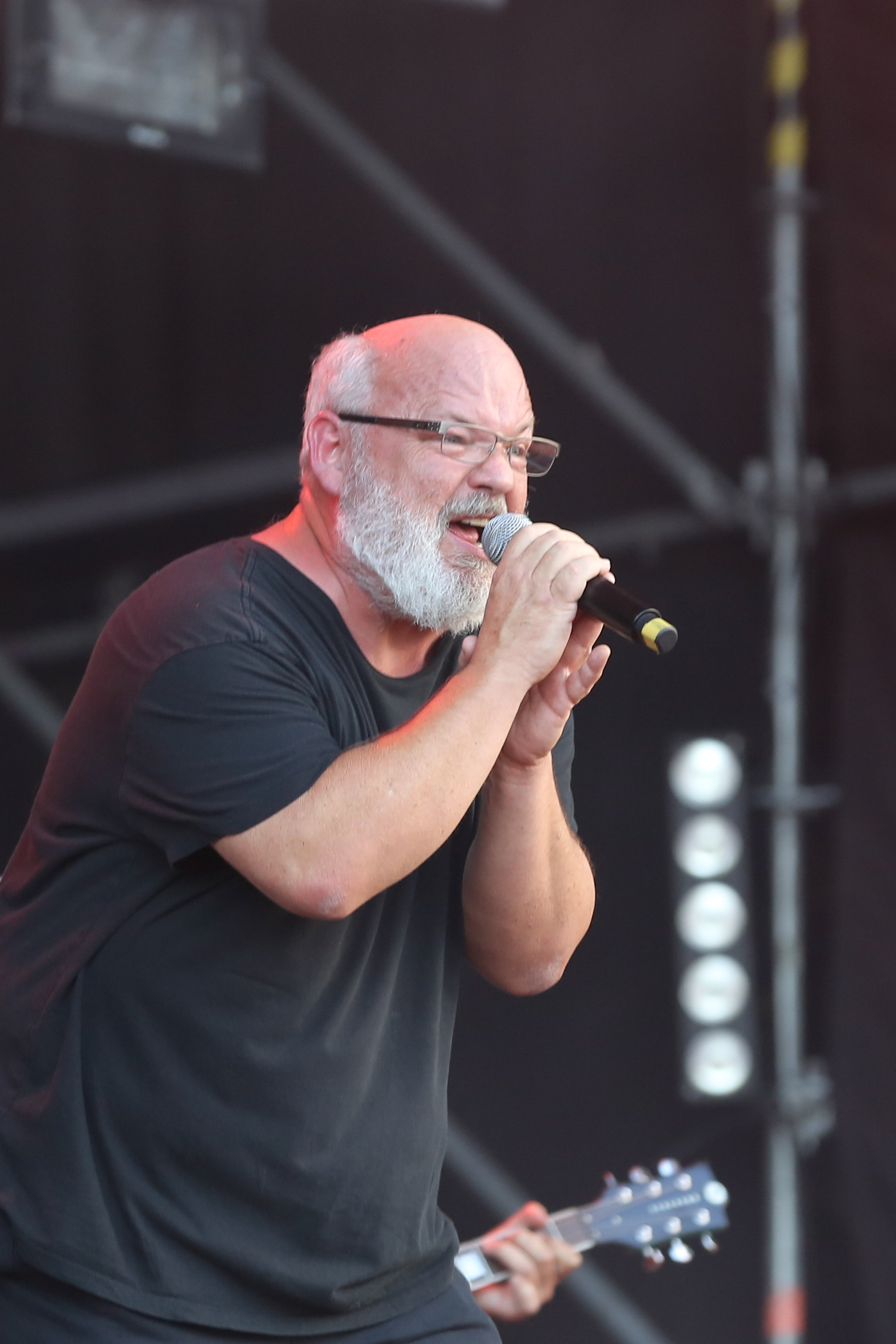
Kyle Gass, 2017

Kyle Gass (* 14. Juli 1960 in Walnut Creek, Kalifornien) ist ein US-amerikanischer Musiker und Schauspieler. Zusammen mit Jack Black bildet er das Rock-Duo Tenacious D, in deren Werken er oft die Spitznamen KG und Kage trägt. Gass spielt dort Leadgitarre und singt im Hintergrund.

## Leben und Wirken
Unter dem Pseudonym Klip Calhoun spielte und sang er in der Band Trainwreck, die von 2002 bis 2011 aktiv war. Anschließend formierte er die Gruppe Kyle Gass Band, deren selbstbetiteltes Debütalbum im Jahr 2013 in den USA erschien. Dieses Album wurde 2015 in Deutschland beim Label Steamhammer neu aufgelegt. Zu den aktuellen Mitgliedern zählen Mike Bray, John Konesky, Jason Keene und Tim Spier. Ehemalige Mitglieder sind Nate Rothacker und Jamie Douglass. Drei Jahre später folgte der Nachfolger Thundering Herd, das beim Label Nuclear Blast erschien und mit dem Gass und seine Band ab September 2016 auf Europatournee gingen.
Als Schauspieler trat Gass unter anderem in den Fernsehserien Seinfeld, Friends und 2 Broke Girls auf und spielte kleine Rollen in Kinofilmen wie Die Killerhand und Schwer verliebt. Er hatte einen Cameo-Auftritt als singender Karaoke-Cowboy im 2007 erschienenen Spielfilm Born to be Wild – Saumäßig unterwegs. Gass singt in dem Film unter anderem ein Lied der Pussycat Dolls. Des Weiteren hat er einen Gastauftritt in dem 2009 erschienenen Videospiel Brütal Legend. Seit 2011 ist Gass gemeinsam mit John Konesky in der Web Show Guitarings zu sehen. Im Film Dear Santa – Teuflische Weihnachten (2024) – mit seinem Bandkollegen Jack Black in der Hauptrolle – hat er eine Minirolle als Biologielehrer.

## Filmografie
- 1990: Brain Dead
- 1990: Jacob’s Ladder – In der Gewalt des Jenseits (Jacob’s Ladder)
- 1993: Mike the Detective
- 1995: Quotenkönig im Affenstall (The Barefoot Executive, Fernsehfilm)
- 1996: Bud und Doyle: Total Bio, garantiert schädlich (Bio–Dome)
- 1996: Cable Guy – Die Nervensäge (The Cable Guy)
- 1996: Seinfeld (Fernsehserie, Folge 8x09 The Abstinence)
- 1998: Bongwater
- 1997–2000: Tenacious D (Fernsehserie, 6 Folgen)
- 1999: Die Killerhand (Idle Hands)
- 1999: Das schwankende Schiff (Cradle Will Rock)
- 2000: Manhattan, AZ (Fernsehserie, Folge 1x09 Lt. Colonel’s Boy)
- 2000: Almost Famous – Fast berühmt (Almost Famous)
- 2001: That Darn Punk
- 2001: The Zeros
- 2001: Evolution
- 2001: Frank’s Book
- 2001: Schwer verliebt (Shallow Hal)
- 2001: Zickenterror (Saving Silverman)
- 2001–2002: American Campus – Reif für die Uni? (Undeclared, Fernsehserie, 2 Folgen)
- 2002: The Andy Dick Show (Fernsehserie, Folge 3x01 Flipped)
- 2002: The New Guy
- 2002–2003: Fillmore! (Fernsehserie, 2 Folgen, Stimme für Mr. Collingwood)
- 2003: Friends (Fernsehserie, Folge 9x15 The One with the Mugging)
- 2003: Buddy – Der Weihnachtself (Elf)
- 2003: Player$ (Fernsehserie, Folge 2x19 Tenacious D a la Mode)
- 2004: Cracking Up (Fernsehserie, Folge 1x04 Panic House)
- 2004: Tom Goes to the Mayor (Fernsehserie, Folge 1x01 Bear Traps, Stimme für Trapper Kyle)
- 2005: Living with Fran (Fernsehserie, Folge 1x13 The Concert)
- 2005: Cake Boy
- 2006: One Sung Hero
- 2006: The Jake Effect (Fernsehserie, 6 Folgen)
- 2006: Kings of Rock – Tenacious D (Tenacious D in The Pick of Destiny)
- 2007: The Naked Trucker and T–Bones Show (Fernsehserie, Folge 1x06 Break Up)
- 2007: Born to be Wild – Saumäßig unterwegs (Wild Hogs)
- 2007: Monkeys
- 2008: Just One of the Gynos
- 2008: Wieners
- 2008: Dead and Gone
- 2008: Lower Learning
- 2008: Spritztour (Sex Drive)
- 2008: Extreme Movie
- 2008: Kung Fu Panda (Stimme für KG Shaw)
- 2009: Year One – Aller Anfang ist schwer (Year One)
- 2010: Die Barry Munday Story – Keine Eier … aber Kinder! (Barry Munday)
- 2011: High Road
- 2011: FCU: Fact Checkers Unit (Fernsehserie, Folge 2x03 Excessive Gass)
- 2012: The Roadie
- 2012: Beverly Hills Chihuahua 3 (Beverly Hills Chihuahua 3: Viva la Fiesta!)
- 2012: All in for the 99 % (Kurzfilm)
- 2012: Femme Fatales (Fernsehserie, Folge 2x02 Gun Twisted)
- 2013: 2 Broke Girls (Fernsehserie, Folge 2x22 And The Extra Work)
- 2015: Book of Fire
- 2017: Apartment 212 (Gnaw)
- 2018: Brooklyn Nine-Nine (Folge 5x22 Jake & Amy)
- 2022: Hacks (Fernsehserie, Folge 2x06)
- 2024: Dear Santa – Teuflische Weihnachten (Dear Santa)

## Musikvideos
- 1999: Foo Fighters: Learn to Fly
- 2001: Tenacious D: Wonderboy
- 2002: Tenacious D: Tribute
- 2002: Good Charlotte: Lifestyles of the Rich and Famous
- 2006: Tenacious D: POD
- 2006: Tenacious D: Time Fixers
- 2012: Tenacious D: To Be the Best
- 2012: Tenacious D: Rize of the Fenix
- 2012: Tenacious D: Low Hangin’ Fruit
- 2012: Tenacious D: Rock Is Dead
- 2013: Tenacious D: Where Have We Been
- 2023: Tenacious D: Wicked Game